# Partido Trabalhista (Reino Unido)
O Partido Trabalhista (em inglês: Labour Party) do Reino Unido é um partido político social-democrata de centro-esquerda do Reino Unido. É um dos três principais partidos do país. Sob a liderança de Tony Blair, ganhou as eleições gerais de 1997 e formou, desde então, o primeiro governo trabalhista desde 1979 (após a era dos Tories de Margaret Thatcher). Em 2001, manteve a sua posição no governo. Em abril de 2010, o líder do partido era Gordon Brown, que, depois das eleições gerais de 6 de maio, abandonou o cargo. É o atual partido governante do Reino Unido desde 2024.
Na última eleição, realizada em 2024, o Partido Trabalhista ganhou 412 deputados sendo este o segundo melhor resultado em deputados na Câmara dos Comuns, da sua história.
Houve sete primeiros-ministros trabalhistas e quatorze ministérios trabalhistas. Ele está definido para se tornar o partido governante do Reino Unido, tendo vencido as eleições gerais no Reino Unido de 2024, e se tornará o maior partido político do Reino Unido pelo número de votos expressos e número de assentos na Câmara dos Comuns. O partido tradicionalmente realiza a Conferência Anual do Partido Trabalhista durante a temporada de conferências partidárias.

## História

### Fundação

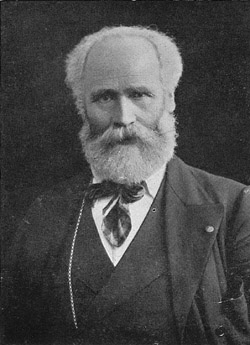
James Keir Hardie, um dos fundadores do Partido Trabalhista e seu primeiro líder.

O Partido Trabalhista surgiu no final do século XIX, atendendo à demanda por um novo partido político que representasse os interesses e necessidades dos trabalhadores urbanos, que haviam crescido em número. Muitos destes só haviam ganho direito ao sufrágio após a aprovação do ato de representação do povo de 1884. Alguns sindicalistas tiveram a intenção de adentrar na esfera política e, após ampliações do direito de voto em 1867 e 1885, o Partido Liberal (Reino Unido) abrigou algumas candidaturas apoiadas pelos sindicatos. A primeira candidatura liberal-trabalhista foi a de George Odger na eleição de 1870 em Southwark. Muitos grupos socialistas se formaram nessa época com a intenção de entrar na esfera política: por exemplo, o Partido Trabalhista Independente, a Sociedade Fabiana (formada por intelectuais e pela classe média), a Federação Social Democrática (marxista) e o Partido Trabalhista Escocês.
Na eleição geral de 1895, o Partido Trabalhista Independente teve 28 candidatos, mas conseguiu apenas 44 325 votos. Keir Hardie, o líder do partido, concluiu, então, que, para obter sucesso nas eleições parlamentares, seria necessário se unir a outros grupos de esquerda. As origens de Hardie como um pastor leigo contribuíram para um ethos no partido que levaram ao comentário do secretário geral na década de 1950 Morgan Phillips de que "o socialismo na Grã-Bretanha deveu mais ao metodismo do que a Marx".

### Comitê de Representação Trabalhista
Em 1899, um membro de Doncaster da Sociedade Unida de Ferroviários, Thomas R. Steels, propôs que a Trades Union Congress (TUC) fizesse uma conferência que reunisse todas as organizações de esquerda numa única organização, que patrocinaria candidatos ao parlamento. A proposta foi aceita pela TUC e a conferência foi realizada no Memorial Hall, na rua Farringdon, em 26 e 27 de fevereiro de 1900. Um largo espectro de entidades trabalhistas e de esquerda participou do evento. Um terço dos delegados da TUC foi composta por sindicalistas.
Após um debate, os 129 delegados aprovaram a proposta de Hardie de criar "um grupo trabalhista próprio no parlamento, que terá seus próprios whips, e chegará a um acordo acerca de sua política, que incluirá a prontidão em cooperar com qualquer partido engajado em promover legislação de direto interesse do trabalho". Isso criou uma associação chamada Comitê de Representação Trabalhista (Labour Representation Committee, LRC), que tinha, por objetivo, coordenar o apoio a parlamentares patrocinados pelos sindicatos, bem como representar a classe trabalhadora. A organização não tinha um líder único: com isso, Ramsay MacDonald, do Partido Trabalhista Independente, foi eleito secretário. Ele teve a difícil tarefa de manter unidas as diferentes correntes de opinião que formavam a organização. A eleição de 1900 veio cedo demais para a organização poder promover uma campanha efetiva: as despesas totais de campanha chegaram apenas a 33 libras esterlinas. Apenas quinze candidaturas foram patrocinadas, mas duas foram vitoriosas: Keir Hardie em Merthyr Tydfil e Richard Bell em Derby.
O apoio à LRC aumentou com o caso Taff Vale em 1901, uma disputa entre grevistas e uma companhia ferroviária que terminou com o sindicato sendo condenado a pagar uma multa de 23 000 libras esterlinas por perdas e danos. Na prática, a decisão tornou as greves ilegais, pois os empregadores podiam ser reembolsados pelos sindicatos por qualquer perda durante as greves. A aparente aquiescência do governo conservador de Arthur Balfour para os interesses de industriais e empresários (tradicionalmente os aliados do Partido Liberal em oposição aos interesses agrários do Partido Conservador) intensificaram o apoio à LRC contra um governo que parecia ter pouca preocupação com o proletariado industrial e seus problemas.
Na eleição geral de 1906, a LRC conquistou 29 cadeiras, com a ajuda do pacto secreto de 1903 entre Ramsay MacDonald e o chief whip liberal Herbert Gladstone que visava a evitar a divisão dos votos da oposição entre os candidatos liberais e trabalhistas e a facilitar a retirada dos conservadores do poder.
Em 15 de fevereiro de 1906, no seu primeiro encontro após a eleição, os parlamentares do grupo decidiram adotar oficialmente o nome The Labour Party (O Partido Trabalhista). Keir Hardie, que tivera um papel chave na criação do partido, foi eleito o líder do partido, embora com diferença de apenas um voto em relação a David Shackleton. Nos primeiros anos do partido, o Partido Trabalhista Independente forneceu muito da base ativista do novo partido, pois este só veio a ter filiados individuais a partir de 1918 (até então, era um conglomerado de organizações). A Sociedade Fabiana forneceu muito estímulo intelectual para o novo partido. Um dos primeiros atos do novo governo liberal foi reverter o julgamento do caso Taff Vale.
O Museu da História do Povo de Manchester exibe, nas suas Galerias Principais, as atas do encontro de 1906 que deu origem ao partido. O museu também possui o Centro de Estudos e Arquivo da História Trabalhista, com material referente ao Partido Trabalhista desde 1900 até os dias atuais.

### Anos iniciais

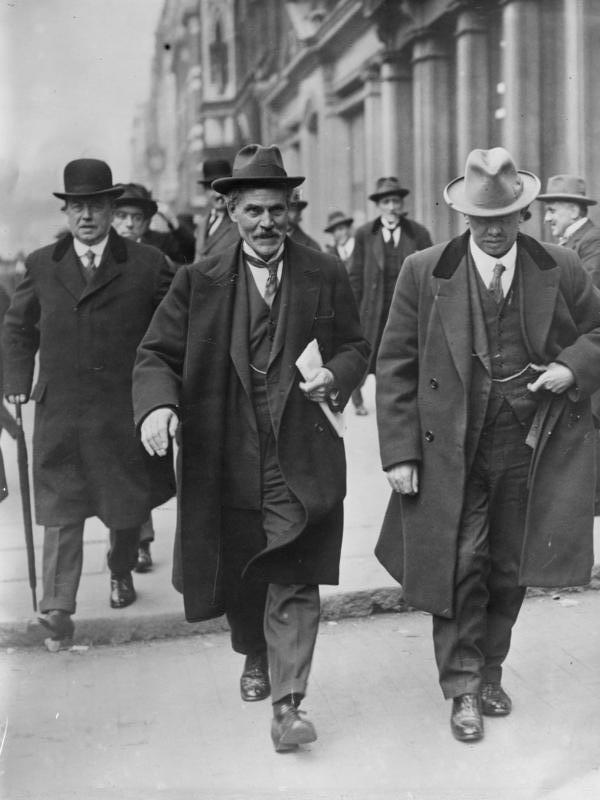
Arthur Henderson e James Ramsay MacDonald, duas proeminentes figuras do partido no começo do século XX.

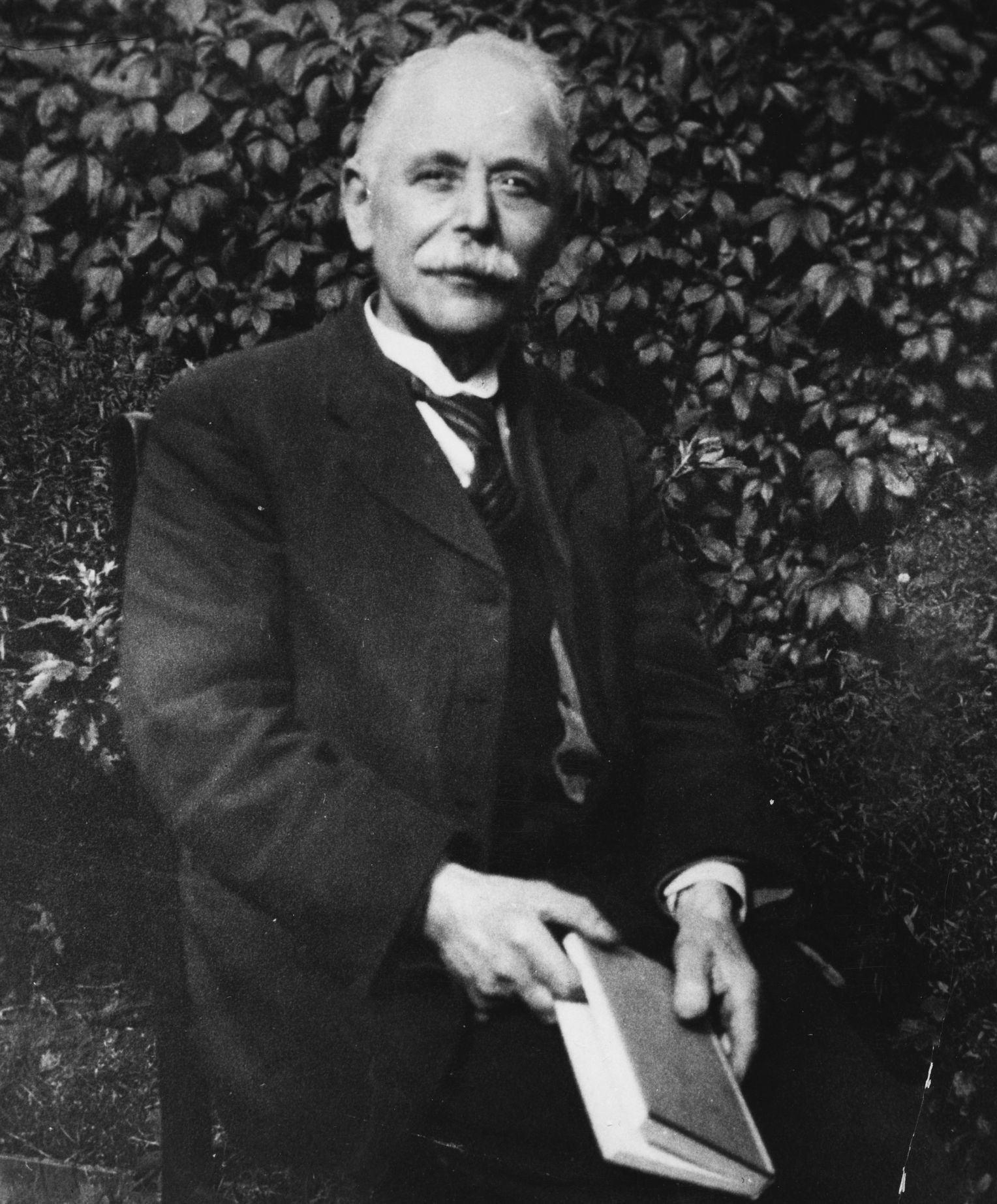
Frederick Demuth, filho de Karl Marx, um dos membros fundadores do partido.

Na eleição de 1910, o partido conseguiu eleger 42 de seus membros para a Câmara dos Comuns do Reino Unido, numa vitória significativa já que, um ano antes, a Câmara dos Lordes aprovara a lei Osborne, que proibia os sindicatos de financiar campanhas eleitorais e de pagar os salários de parlamentares. Em 1913, sob pressão dos sindicatos, o governo liberal aprovou o Ato das Disputas Trabalhistas, permitindo que os sindicatos voltassem a pagar os salários dos parlamentares.
Durante a Primeira Guerra Mundial, o Partido Trabalhista se dividiu entre apoiadores e opositores ao conflito, mas a oposição à guerra cresceu no partido ao longo do tempo. Ramsay MacDonald, um notável oposicionista à guerra, renunciou ao posto de líder do partido no parlamento e Arthur Henderson se tornou a figura principal do partido. Ele foi logo aceito no gabinete de guerra do primeiro-ministro Herbert Henry Asquith. Foi o primeiro membro do partido a participar de um governo.
Embora o partido apoiasse oficialmente a sua participação no governo, o Partido Trabalhista Independente, através de organizações como a Sociedade do Não Serviço Militar, se opôs ao serviço militar. E uma afiliada ao Partido Trabalhista, o Partido Socialista Britânico, organizou várias greves não oficiais.
Arthur Henderson abandonou o gabinete em 1917 em meio a apelos pela unidade do partido, e foi substituído por George Barnes. O crescimento do ativismo trabalhista local se refletiu nas eleições após a guerra. O cooperativismo passou a financiar com recursos próprios o Partido Cooperativista. Posteriormente, o Partido Cooperativista selaria uma aliança eleitoral com o Partido Trabalhista.
Henderson se voltou para a construção de uma forte base de apoio para o partido. Até então, o partido tinha fraca organização nacional, baseada principalmente em sindicatos e sociedades socialistas. Trabalhando com Ramsay MacDonald e Sidney Webb, Henderson em 1918 estabeleceu uma rede nacional de organizações apoiadoras. Elas operavam separadas dos sindicatos e do Comitê Executivo Nacional e eram abertas a quem quer que tivesse simpatia pelas políticas do partido. Além disso, Henderson também assegurou a adoção de uma declaração compreensível da política do partido, tal como desenhada por Sidney Webb. Intitulada "Trabalhismo e a nova ordem social", ela permaneceu sendo a plataforma básica trabalhista até 1950. Ela proclamava um partido socialista cujos princípios incluíam a garantia de uma qualidade de vida mínima para qualquer pessoa, nacionalização da indústria, e pesada tributação das grandes rendas e da riqueza. Em 1918, a cláusula quatro do documento desenhado por Webb foi incorporada à constituição trabalhista, comprometendo o partido a trabalhar em direção à "propriedade comum dos meios de produção, distribuição e troca".
Com o Ato de Representação do Povo de 1918, quase todos os homens adultos (com exceção dos pares, criminosos e loucos) e a maior parte das mulheres acima dos trinta anos de idade passaram a ter o direito de votar, quase triplicando o eleitorado britânico da noite para o dia, de 7,7 milhões em 1912 para 21,4 milhões em 1918. Isso propiciou um aumento da bancada trabalhista no parlamento. O Partido Comunista da Grã-Bretanha teve recusada sua filiação ao Partido Trabalhista entre 1921 e 1923.
Enquanto isso, o Partido Liberal entrou em rápida decadência e sofreu uma grande cisão, permitindo que o Partido Trabalhista ganhasse muito do apoio anteriormente dado ao Partido Liberal. Com a desintegração do Partido Liberal, os trabalhistas conquistaram 142 cadeiras em 1922, tornando-se o segundo maior grupo na Câmara dos Comuns e a oposição oficial ao governo conservador. Após a eleição, Ramsay MacDonald foi eleito o primeiro líder oficial do partido.

### 1924: primeiro governo trabalhista
A eleição geral de 1923 foi centrada no debate em torno das propostas protecionistas dos conservadores. Embora os conservadores tenham ganho a maior parte dos votos, eles não conquistaram a maioria no parlamento e tiveram de formar um governo que apoiava o livre-comércio. Com o apoio dos liberais de Herbert Henry Asquith, Ramsay MacDonald se tornou o primeiro primeiro-ministro trabalhista do Reino Unido em janeiro de 1924, formando o primeiro governo trabalhista, embora o partido tivesse apenas 191 cadeiras no parlamento (menos de um terço da Câmara dos Comuns).
Como o partido necessitava do apoio dos liberais, ele não conseguiu aprovar nenhuma lei radical. A sua conquista mais significativa foi a aprovação do Ato de Moradia Wheatley em 1924, que iniciou a construção de 500 000 casas a serem alugadas a trabalhadores com baixos salários. Também foram aprovadas leis sobre educação, desemprego, previdência social e proteção ao inquilino. Embora não tenha conseguido nenhuma mudança social significativa, o governo demonstrou que o partido era capaz de governar.
Não houve grandes greves durante o governo, e MacDonald agiu rapidamente para acabar com as poucas que chegaram a acontecer. Quando a direção do partido criticou o governo, MacDonald respondeu: "caridade pública, revoltas contra o governo, greves por maiores salários, limitação de despesas, não apenas não são socialismo, como podem confundir o espírito e a política do movimento socialista".
O governo caiu apenas nove meses depois, quando os liberais aprovaram a formação de um comitê parlamentar para investigar o caso Campbell, no qual um jornal comunista britânico teria supostamente incitado o motim nas forças armadas britânicas. A decisão de MacDonald de suspender o processo contra o editor do jornal influenciou para que os trabalhistas perdessem a maioria parlamentar nas eleições de 1924. Também influenciou na derrota trabalhista a publicação pela imprensa, quatro dias antes das eleições, da Carta de Zinoviev, na qual o Comintern supostamente recomendava o aumento da agitação comunista no país. No entanto, a causa principal da vitória dos conservadores foi a queda do Partido Liberal. Em termos de votos, o Partido Trabalhista aumentou sua participação no parlamento de 30,7% para um terço do parlamento. Os trabalhistas atribuíram por anos sua derrota a um comportamento desleal por parte dos conservadores com a publicação da Carta de Zinoviev, porém o historiador A. J. P. Taylor defendeu que essa atitude demonstrou uma pouca compreensão por parte dos trabalhistas das forças políticas em jogo e da necessidade de reformas no partido.

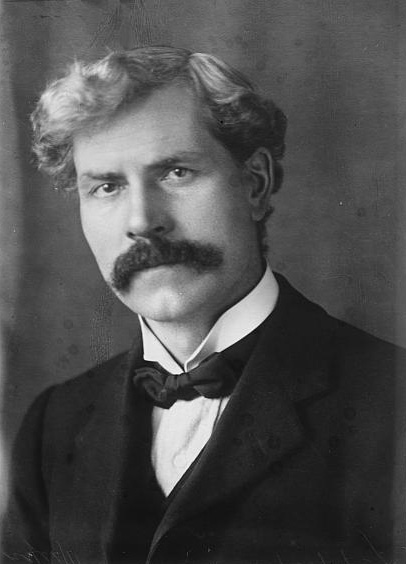
Ramsay MacDonald, o primeiro trabalhista a ocupar o cargo de primeiro-ministro do Reino Unido (1924 e 1929–1931).

Na oposição, MacDonald continuou sua política de apresentar o Partido Trabalhista como uma força moderada. O partido se opôs à greve geral de 1926 no Reino Unido, argumentando que a melhor forma de conseguir mudanças era através da eleição. Os líderes do partido também temiam influência comunista vinda de Moscou.

### 1929-1931: segundo governo trabalhista
Na eleição geral de 1929, o partido, pela primeira vez, se tornou o mais numeroso na Câmara dos Comuns, com 287 cadeiras e 37,1% dos votos. Entretanto, MacDonald ainda dependia do apoio liberal para formar o governo. O governo de MacDonald indicou a primeira mulher ministra do país: Margaret Bondfield, ministra do trabalho.
O segundo governo de MacDonald era mais forte no parlamento do que o primeiro. Em 1930, ele conseguiu aprovar a ampliação da proteção no desemprego, dos salários e das condições de trabalho na indústria do carvão (que haviam sido as principais reivindicações da greve de 1926) e uma lei que visava à urbanização de favelas.
O governo, porém, cedo se viu envolvido em crise: a Terça-Feira Negra e a Grande Depressão irromperam assim que o partido chegou ao poder, e a queda no comércio mundial atingiu duramente o país. No final de 1930, o desemprego havia dobrado, atingindo mais de 2,5 milhões de pessoas. O governo não tinha respostas efetivas contra a crescentemente deteriorada situação financeira. Em 1931, havia muito medo de que o orçamento do país ficasse desequilibrado, o que havia sido sugerido por um relatório independente do Comitê Nacional de Despesas, e que gerou uma crise de confiança e uma corrida para se comprar libras esterlinas. O governo permaneceu indeciso quanto a que decisão tomar: muitos membros influentes do governo não estavam dispostos a efetuar cortes no orçamento (em particular, cortes na proteção no desemprego), os quais eram, no entanto, reclamados pelos funcionários públicos de carreira e pelos partidos de oposição. O ministro das finanças Philip Snowden se recusou a considerar défice público ou taxas alfandegárias como soluções alternativas. Quando os votos dos ministros foram contados, verificou-se que o gabinete estava dividido em 11 votos contra 9, e muitos políticos proeminentes como Arthur Henderson e George Lansbury preferiam se demitir a aprovar os cortes. A insolúvel divisão do gabinete provocou a demissão do governo em 24 de agosto de 1931. O rei Jorge V do Reino Unido encorajou, então, MacDonald a formar um governo nacional com todos os partidos para lidar com a crise.
A crise financeira piorou e uma decisiva ação do governo tornou-se necessária, ao mesmo tempo em que se reuniram os líderes conservadores e liberais, o rei e MacDonald, a princípio para discutir o apoio aos cortes de despesas mas posteriormente para discutir o formato do novo governo. O rei teve um papel central ao pedir a formação do governo nacional. Em 24 de agosto, MacDonald aceitou formar um governo nacional com pessoas de todos os partidos com o específico propósito de equilibrar o orçamento e restaurar a confiança. O novo gabinete tinha quatro trabalhistas (que formaram o "grupo trabalhista nacional"), quatro conservadores (liderados por Baldwin e Chamberlain) e dois liberais. As ações de MacDonald, no entanto, criaram grande descontentamento entre a maior parte dos trabalhistas, que se sentiram traídos. Os sindicatos também manifestaram seu descontentamento e o Partido Trabalhista repudiou oficialmente o governo nacional. O partido expulsou, então, MacDonald e seus apoiadores e elegeu Henderson como o seu novo líder. Na eleição geral de 27 de outubro de 1931, o Partido Trabalhista se confrontou com o governo nacional. O resultado foi um desastre para o partido, que se viu reduzido a uma minoria de 52 cadeiras. O governo nacional, dominado pelos conservadores e liderado por MacDonald, conseguiu a mais esmagadora vitória da história política do país.
O historiador Andrew Thorpe defende que os trabalhistas perderam credibilidade em 1931 conforme o desemprego crescia, especialmente na indústria do carvão, têxtil, naval e siderúrgica.
Os 2,5 milhões de católicos irlandeses na Inglaterra e na Escócia eram uma força importante dos trabalhistas nas áreas industriais. A Igreja Católica havia previamente tolerado o Partido Trabalhista, e negava que ele representava um socialismo real. Entretanto, por volta de 1930, os bispos começaram a ficar alarmados com a aproximação do partido com a União Soviética no tocante ao controle de natalidade e ao financiamento de colégios católicos. Os fiéis católicos foram alertados, e o apoio da Igreja ao governo nacional teve um papel importante na derrota trabalhista.

### Década de 1930: oposição
Arthur Henderson perdeu seu assento no parlamento na eleição de 1931. Em consequência, a liderança do partido passou para George Lansbury, que conseguira manter seu assento no parlamento. O partido sofreu uma nova divisão em 1932, quando o Partido Trabalhista Independente, que, por alguns anos, esteve em crescente desacordo com a liderança do Partido Trabalhista, optou por se desfiliar do partido, dando início a um longo período de declínio. Lansbury renunciou ao posto de líder em 1935 após desentendimentos quanto à política externa. Ele foi prontamente substituído por Clement Attlee, que lideraria o partido por duas décadas. O partido se recuperou na eleição de 1935, ganhando 154 cadeiras e 38% dos votos, a maior votação que o partido já havia obtido.
Conforme aumentava a ameaça da Alemanha Nazi, no final da década de 1930 o partido abandonou sua postura pacifista e passou a apoiar o rearmamento, em grande parte devido aos esforços de Ernest Bevin e Hugh Dalton, que em 1937 também persuadiram o partido a se opor à política de apaziguamento de Neville Chamberlain.

### 1940-1945: coalizão de guerra
O partido retornou ao governo em 1940 como parte da coalizão de guerra. Quando Neville Chamberlain se afastou na primavera de 1940, o novo primeiro-ministro Winston Churchill decidiu reunir os partidos em uma coalizão semelhante àquela formada na Primeira Guerra Mundial. Clement Attlee foi nomeado "lorde do selo privado" e membro do gabinete de guerra, eventualmente vindo a se tornar o primeiro vice-primeiro-ministro da história do país.
Outros trabalhistas proeminentes ocuparam postos importantes no governo: o líder sindicalista Ernest Bevin, como ministro do trabalho, dirigiu a economia do país e a alocação da força de trabalho durante o período de guerra; Herbert Morrison tornou-se Secretário de Estado para os Assuntos Internos e, posteriormente, presidente da Comissão de Comércio; Hugh Dalton se tornou ministro da economia de guerra; e A. V. Alexander terminou sua participação no anterior governo trabalhista como chefe político da Marinha Real Britânica.

### 1945-1951: governo Attlee

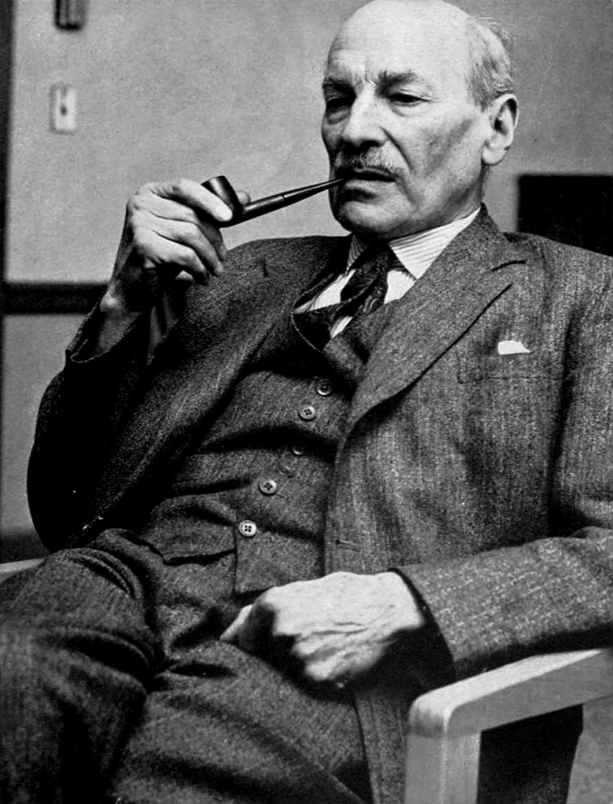
Clement Attlee foi primeiro-ministro de 1945 e 1951, sendo considerado um dos maiores líderes britânicos na história democrática do país.

Com o final da guerra na Europa em maio de 1945, os trabalhistas resolveram não repetir o erro dos liberais em 1918, e prontamente se retiraram do governo, diante da insistência dos sindicatos, para concorrer contra o Partido Conservador de Winston Churchill nas eleições gerais de 1945. Surpreendendo muitos observadores, os trabalhistas conseguiram uma formidável vitória, conquistando um pouco menos de 50% dos votos e uma maioria de 159 cadeiras.
Embora Attlee não fosse considerado um radical, o seu governo acabou sendo considerado o mais radical do país no século XX por pôr em prática ideias da escola keynesiana e nacionalizar importantes indústrias e serviços como o Banco da Inglaterra, a mineração de carvão, a indústria siderúrgica, eletricidade, gás e transportes internos (incluindo ferrovias, transporte por caminhões e canais). O governo implantou, ainda, um estado de bem-estar social "do berço ao túmulo" que havia sido concebido pelo economista William Beveridge. Até hoje, a maioria das pessoas no Reino Unido vê a criação em 1948 do Serviço Nacional de Saúde pelo ministro da saúde Aneurin Bevan como a maior realização dos trabalhistas. O governo também começou o processo de desmantelamento do Império Britânico ao conceder independência à Índia e ao Paquistão em 1947, e Myanmar e Sri Lanka no ano seguinte. Num encontro secreto em janeiro de 1947, Attlee e seis ministros, incluindo o ministro das relações exteriores Ernest Bevin, decidiram prosseguir com o programa britânico de armas nucleares, mesmo com a oposição de muitos trabalhistas.
Os trabalhistas ganharam a eleição geral de 1950, mas com uma maioria mais apertada, com apenas cinco cadeiras de vantagem. Logo em seguida, a defesa se tornou um motivo de divisão interna no partido, especialmente quanto aos gastos com ela (que alcançaram um pico de catorze por cento do produto interno bruto em 1951 durante a Guerra da Coreia), que desequilibravam as finanças públicas e forçavam cortes de gastos em outros setores. O ministro das finanças Hugh Gaitskell introduziu a cobrança de taxas para dentaduras e óculos fornecidos pelo Serviço Nacional de Saúde, o que fez com que Bevan e Harold Wilson (presidente da Comissão de Comércio) se demitissem em protesto contra o abandono do princípio de tratamento gratuito sobre o qual se baseara a criação do Serviço Nacional de Saúde.
Na eleição geral de 1951, os trabalhistas perderam por uma estreita diferença para os conservadores de Churchill, apesar de terem obtido a maior parte dos votos populares (numericamente, foi a maior soma de votos que o partido já havia obtido). A maior parte das inovações introduzidas pelos trabalhistas foi aprovada pelos conservadores e tornou-se parte do "consenso do pós-guerra", que durou até o final da década de 1970. Racionamento de comida e roupa, que estava em vigor desde a guerra, foi sendo relaxado, até ser completamente abandonado após 1953.

### 1951-1964: consenso do pós-guerra

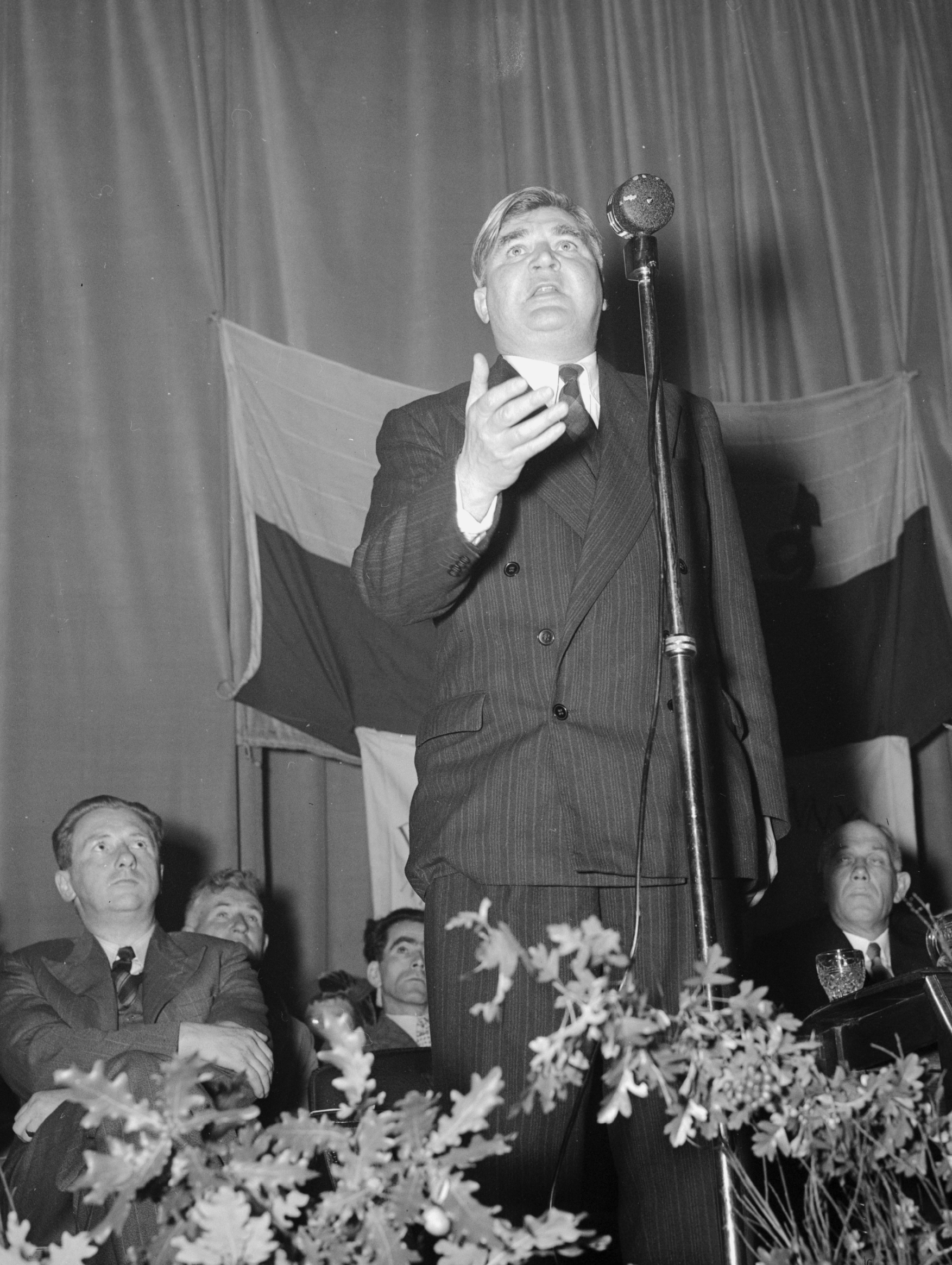
Aneurin Bevan, discursando em 1952.

Após a derrota em 1951, o partido permaneceu por treze anos na oposição. O partido sofreu um racha ideológico entre os "esquerdistas" de Aneurin Bevan (conhecidos como bevanitas) e os "direitistas" liderados por Hugh Gaitskell (conhecidos como gaitskellitas), enquanto a recuperação econômica do pós-guerra e os efeitos sociais das reformas de Attlee tornavam a população satisfeita com o governo conservador da época. O já idoso Attlee concorreu pela última vez na eleição geral de 1955. Diante da perda de terreno dos trabalhistas, Attlee se aposentou em seguida.
Seu sucessor, Hugh Gaitskell, associado à ala direita do partido, lutou contra as divisões internas do partido no final da década de 1950 e no início da década de 1960 (particularmente quanto à cláusula IV da constituição do partido, que era vista como um compromisso do partido em prol da nacionalização, e que Gaitskell queria modificar). Sob o comando de Gaitskell, o partido perdeu sua terceira eleição consecutiva em 1959. Em 1963, Gaitskell morreu subitamente de uma doença rara, e foi substituído na liderança do partido por Harold Wilson.

### 1964-1970: governo Wilson

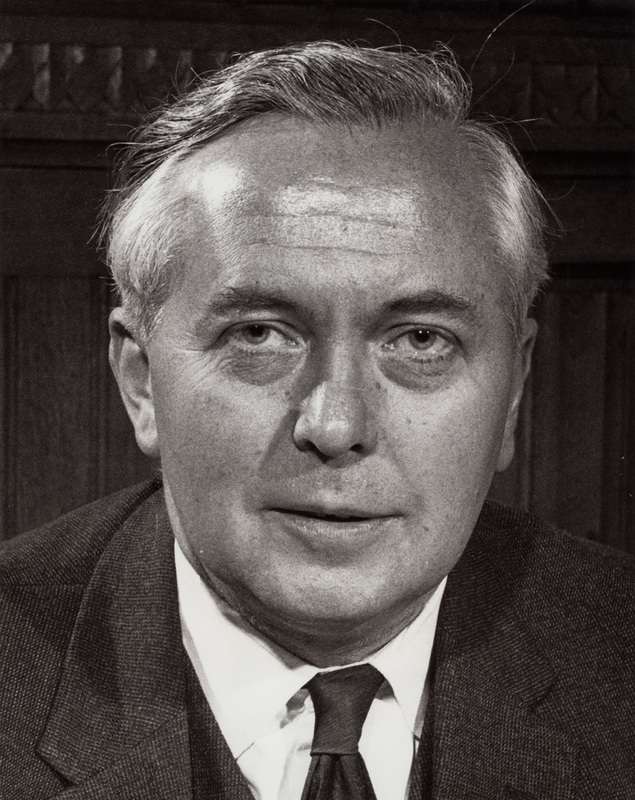
Harold Wilson, primeiro-ministro trabalhista de 1964 a 1970 e de 1974 a 1976.

Uma queda na economia e uma série de escândalos no início da década de 1960 (especialmente o Caso Profumo) atingiram o governo conservador em 1963. Os trabalhistas voltaram ao governo com uma maioria de quatro cadeiras sob o comando de Wilson na eleição geral de 1964. Na eleição geral de 1966, eles viriam a aumentar sua maioria para 96.
O governo de Wilson foi responsável por uma série de reformas sociais e educacionais sob a liderança do Secretário de Estado para os Assuntos Internos Roy Jenkins, como a abolição da pena de morte em 1964, a legalização do aborto e da homossexualidade (inicialmente apenas para homens com idade igual ou superior a 21 anos, e somente em Inglaterra e Gales) em 1967 e a abolição da censura nos teatros em 1968. A educação compreensiva foi expandida e foi criada a The Open University. Entretanto, o governo de Wilson herdara um grande défice comercial que levaria a uma crise monetária e a uma mal-sucedida tentativa de se evitar a desvalorização da libra esterlina. Os trabalhistas perderam a eleição geral de 1970 para os conservadores de Edward Heath.

### 1970-1974: período na oposição
Depois de perder a eleição geral de 1970, os trabalhistas retornaram à oposição, mas Harold Wilson continuou como líder do partido. O governo de Heath logo enfrentou um problema com a Irlanda do Norte e uma disputa com mineiros em 1973 que levou à adoção da "semana de três dias" visando à redução do consumo de eletricidade. A década de 1970 foi um período difícil para todos os partidos que se mantiveram no poder no país devido à crise do petróleo de 1973, que causou inflação e recessão global.
O Partido Trabalhista voltou ao poder após as eleições gerais de 1974, sob a liderança de Wilson, formando um governo minoritário com o apoio do Partido Unionista do Ulster. Os conservadores não conseguiram formar um governo próprio pois, embora tivessem ganho numericamente mais votos, não obtiveram número suficiente de cadeiras. Foi a primeira eleição geral desde 1924 na qual os dois principais partidos obtiveram menos de quarenta por cento dos votos populares e a primeira de seis eleições gerais sucessivas nas quais os trabalhistas não conseguiram obter quarenta por cento dos votos populares. Numa tentativa de obter a maioria, uma segunda eleição foi realizada em outubro de 1974. Ainda sob a liderança de Wilson, os trabalhistas conseguiram uma estreita maioria de três cadeiras, ganhando dezoito cadeiras novas e totalizando 319 cadeiras.

### 1974-1979: de maioria a minoria
O governo trabalhista lutou contra sérios problemas econômicos e uma precária maioria na Câmara dos Comuns. A divisão interna no partido quanto à adesão do país à Comunidade Económica Europeia (que havia se concretizado em 1972 no governo de Edward Heath) levou à realização de um referendo em 1975 em que dois terços do eleitorado optaram por permanecer na organização.

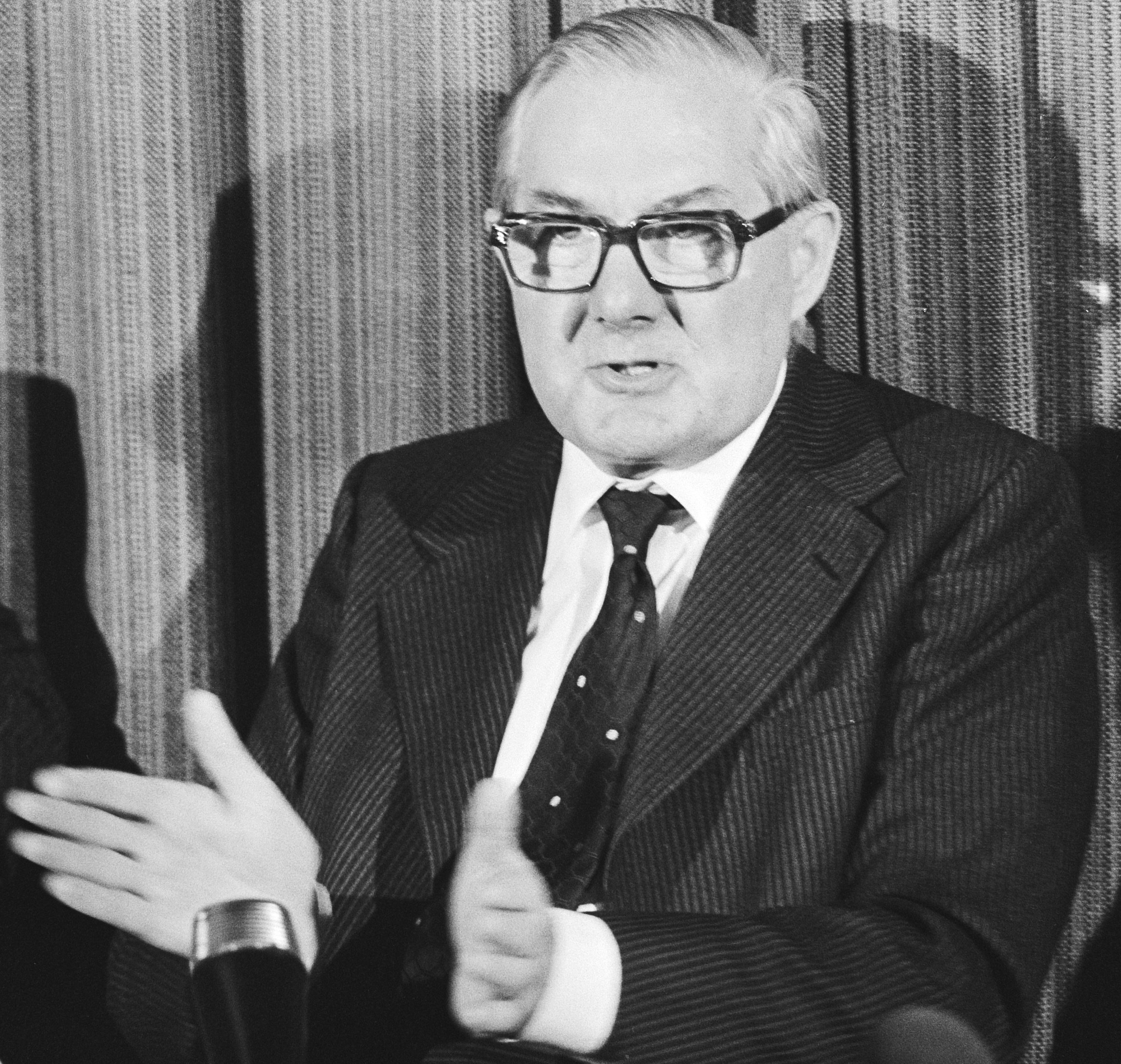
James Callaghan, o primeiro-ministro de 1976 a 1979.

A popularidade de Wilson permaneceu relativamente alta, mas ele renunciou inesperadamente ao posto de primeiro-ministro em 1976 alegando problemas de saúde, e foi substituído por James Callaghan. Os governos de Wilson e Callaghan na década de 1970 tentaram controlar a inflação (que chegou a 23,7 por cento em 1975) através de uma política de contenção de salários. A medida foi bem-sucedida, e a inflação chegou a 7,4 por cento em 1978. No entanto, isso levou a uma crescente tensão entre governo e sindicatos.
O medo do crescimento dos partidos nacionalistas, particularmente na Escócia, levou à que o relatório McCrone, que havia sido encomendado pelo governo inglês e que previa um superávite crônico de uma Escócia independente, fosse tornado secreto. O relatório só foi tornado público em 2005, após uma lei que ampliou a liberdade de informação. Em 1977, devido a derrotas eleitorais e fuga de políticos para o novo Partido Trabalhista Escocês, os trabalhistas passaram a ser minoria no parlamento, e tiveram que se aliar a partidos menores para poder governar. Em 1977, o partido fez um acordo com o líder liberal David Steel. O acordo terminou um ano depois. O partido, então, fez acordos com vários partidos menores, como o Partido Nacional Escocês e o Plaid Cymru, prolongando sua permanência no poder.
Os partidos nacionalistas, em troca do seu apoio, exigiram a devolução de poderes para suas regiões. Foram realizados referendos sobre a devolução de poderes para Escócia e País de Gales em março de 1979. Os galeses rejeitaram majoritariamente a devolução, e os escoceses aprovaram-na por uma estreita margem, embora sem atingir o percentual necessário de quarenta por cento. Quando o governo trabalhista corretamente se opôs a prosseguir com o processo de criação de uma assembleia escocesa, o Partido Nacional Escocês retirou seu apoio ao partido. Isso levou à queda do governo, pois os conservadores realizaram uma moção de censura ao governo, e os trabalhistas perderam por um voto de diferença em 28 de março de 1979, levando à necessidade de nova eleição geral.
Em 1978, a economia deu sinais de recuperação, com a inflação retornando a valores de um dígito, o desemprego caindo, e o padrão de vida subindo ao longo do ano. A avaliação popular dos trabalhistas melhorou, com as pesquisas de opinião indicando uma ligeira vantagem do partido. Esperava-se que Callaghan convocasse uma eleição geral no outono de 1978 de modo a aproveitar-se da situação. Callaghan decidiu prosseguir com sua política de contenção salarial por mais um ano, de modo que a economia estaria em melhores condições numa eleição em 1979. No entanto, durante o inverno de 1978-1979, houve inúmeras greves de motoristas de caminhões, ferroviários, trabalhadores da indústria automobilística e funcionários de hospitais e de governos locais exigindo aumentos salariais mais significativos, o que provocou muitos transtornos na vida diária dos cidadãos. O período foi chamado de "Inverno do Descontentamento".
Nas eleições gerais no Reino Unido em 1979, os trabalhistas foram severamente derrotados pelos conservadores, agora liderados por Margaret Thatcher. O partido manteve praticamente o mesmo número de votos que havia recebido na eleição de 1974. No entanto, os conservadores conseguiram um grande aumento de popularidade nas Midlands e no sul da Inglaterra, beneficiando-se tanto de uma onda de participação eleitoral quando da diminuição de votos nos liberais.

### 1979-1997: conflito interno e oposição

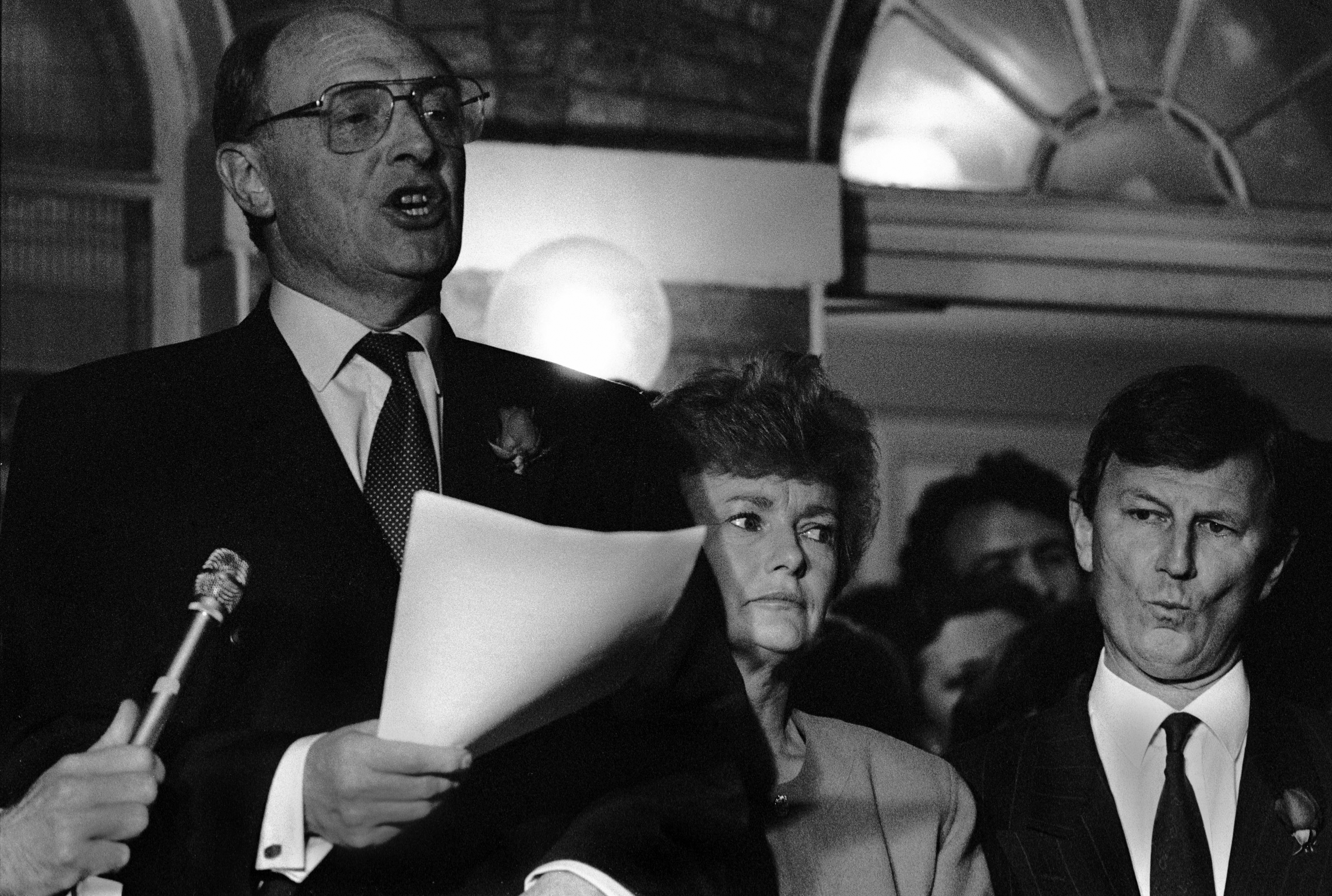
Neil Kinnock foi líder da oposição de 1983 a 1992. Sob sua liderança, o Partido Trabalhista começou a abrandar suas visões de esquerda e passou a adotar um viés político mais centrista.

Após a derrota nas eleições de 1979, o partido passou por um período de rivalidade interna entre a esquerda representada por Tony Benn e a direita representada por Denis Healey. A eleição de Michael Foot como líder em 1980, e as políticas de esquerda que ele defendia, como o desarmamento nuclear unilateral, a saída da Comunidade Económica Europeia e da Organização do Tratado do Atlântico Norte, maior influência governamental no sistema bancário, a criação de um salário-mínimo nacional e a proibição da caça à raposa levaram a que, em 1981, quatro ex-ministros de governos trabalhistas que faziam parte da ala direita do partido (Shirley Williams, William Rodgers, Roy Jenkins e David Owen) saíssem para fundar o Partido Social Democrata (Reino Unido). Benn foi derrotado por uma estreita margem por Healey numa dolorosa eleição para a vice-liderança do partido em 1981 após a introdução de um colégio eleitoral que ampliou o número de eleitores. Em 1982, o Comitê Executivo Nacional do partido concluiu que a tendência interna trotskista Militante era contrária à constituição do partido. Em 22 de fevereiro de 1983, o partido expulsou cinco membros dessa tendência que editavam o jornal da tendência.
O partido foi severamente derrotado nas eleições gerais no Reino Unido em 1983, conquistando apenas 27,6 por cento dos votos, seu menor percentual desde 1918, e recebendo apenas 500 000 votos a mais que a aliança formada entre o Partido Social Democrata e o Partido Liberal, aliança esta que Michael Foot acusou de "sugar" votos trabalhistas e permitir que os conservadores ampliassem sua maioria no parlamento.
Foot renunciou e foi substituído como líder do partido por Neil Kinnock, com Roy Hattersley como vice-líder. O novo líder logo começou a tomar medidas impopulares. A greve dos mineiros de 1984-1985 contra o fechamento de minas, que dividiu tanto a União Nacional dos Mineiros como o Partido Trabalhista, e a disputa de Wapping (uma fracassada greve contra a automação nos jornais) levaram a conflitos da liderança com a esquerda do partido e a uma cobertura negativa da maior parte da imprensa.
A condenação dos jornais em relação à chamada "esquerda tola" continuou a manchar a reputação dos parlamentares do partido, especialmente pela associação com a atividade de militantes "extrapartidários" em governos locais. A aliança com campanhas como a "Lésbicas e gays apoiam os mineiros" se tornou um ponto de virada no movimento LGBT do Reino Unido. Na conferência do partido em 1985 em Bournemouth, uma resolução comprometendo o partido a apoiar a igualdade de direitos dos LGBTs foi aprovada pela primeira vez devido ao apoio em bloco da União Nacional dos Mineiros.
Os trabalhistas melhoraram sua performance nas eleições gerais no Reino Unido em 1987, ganhando vinte cadeiras e, consequentemente, reduzindo a maioria conservadora de 143 para 102. Eles estavam, então, firmemente restabelecidos como o segundo partido político do país, pois a Aliança tinha falhado novamente em conseguir um avanço no número de cadeiras. Uma fusão entre o Partido Social Democrata e os liberais formou o Liberal Democratas. Em seguida à eleição de 1987, o partido retomou ações disciplinares contra os membros da tendência interna Militante que haviam permanecido no partido, o que levou à expulsão de mais ativistas, bem como às dos dois parlamentares do partido que apoiavam a tendência.
Em 1988, a liderança de Kinnock foi desafiada por Tony Benn em uma eleição interna no partido. Kinnock ganhou a eleição por 183 votos contra 37.
Em novembro de 1990, após uma contestada eleição de liderança, Margaret Thatcher renunciou e foi substituída por John Major como líder do partido e primeiro-ministro. A maior parte das pesquisas de opinião indicavam que, mais de um ano antes da renúncia de Thatcher, os trabalhistas já estavam bem à frente dos conservadores. A queda de popularidade dos conservadores foi creditada à introdução da impopular capitação e à entrada do país em um período de recessão.
A mudança na liderança provocou um aumento de popularidade dos conservadores, que se mantiveram na liderança das pesquisas por quase todo o ano de 1991, embora os trabalhistas os tenham ultrapassado várias vezes durante o ano.
O "ioiô" nas pesquisas continuou em 1992, embora depois de novembro de 1990 qualquer vantagem dos trabalhistas raramente fosse suficiente para conquistar a maioria. Major resistiu aos pedidos de Kinnock para que fossem realizadas eleições gerais em 1991. O slogan da campanha de Kinnock era: "é tempo de mudar", tentando convencer os eleitores a eleger um novo governo após uma década ininterrupta de governo conservador. No entanto, a troca do líder conservador e a substituição da impopular capitação foram claramente bem-recebidas pela população: em novembro de 1990, a vantagem trabalhista era de catorze pontos percentuais, e um mês depois os conservadores já tinham uma vantagem de oito pontos percentuais.
As eleições gerais no Reino Unido em 1992 estavam inclinadas a resultar em um parlamento dividido ou em uma estreita vantagem dos trabalhistas, mas, no final, os conservadores ganharam, embora com uma margem reduzida, de apenas 21 cadeiras. Apesar do aumento no número de votos e de cadeiras, foi um inacreditável desapontamento para os trabalhistas. Pela primeira vez em trinta anos, houve uma séria dúvida da mídia e da população sobre a possibilidade de os trabalhistas voltarem ao poder algum dia.
Kinnock, então, renunciou ao posto de líder do partido, sendo substituído por John Smith. Mais uma vez, eclodiu a velha guerra entre a "velha guarda" da esquerda do partido e os "modernizadores". A velha guarda argumentava que as tendências indicavam que eles estavam novamente ganhando força sob a liderança forte de Smith. Enquanto isso, o novo Partido Social Democrata se fundia com o Partido Liberal. O novo Liberal Democratas parecia representar uma grande ameaça à base trabalhista. Já Tony Blair (do Gabinete Sombra da Oposição Oficial) tinha uma visão inteiramente diferente. Blair, o líder da facção "modernizadora" do partido (blairitas), achava que o partido tinha que modificar sua base tradicional de apoio (trabalhadores, sindicatos e moradores de moradias sociais), que estava encolhendo. Os blairitas argumentavam que o partido estava ignorando a crescente classe média e famílias de trabalhadores mais ambiciosos, que estariam sendo cooptados pelos conservadores. Os blairitas conseguiram, em 1995, a revogação da cláusula IV da constituição do partido, que comprometia o partido com a nacionalização das indústrias.
A Quarta-Feira Negra em setembro de 1992 danificou a reputação de competência econômica do Partido Conservador. No final do ano, os trabalhistas tinham uma margem folgada sobre os conservadores nas pesquisas de opinião. Embora a recessão tenha sido declarada encerrada em abril de 1993 e um período de crescimento econômico sustentado tenha se seguido, assim como uma relativamente rápida queda no desemprego, a liderança trabalhista nas pesquisas continuou forte. No entanto, Smith veio a morrer por ataque cardíaco em maio de 1994.

### 1994-2010: Novo Trabalhismo
Tony Blair continuou a mover o partido na direção do centro, abandonando a basicamente simbólica cláusula IV numa miniconferência em 1995 com o objetivo de conquistar adeptos da classe média. A medida fazia parte também da estratégia da Terceira Via, formulada pelo sociólogo inglês Anthony Giddens.
A expressão "Novo Trabalhismo" foi, inicialmente, o slogan de uma conferência do partido em 1994. Em 1996, ela fez parte do nome do manifesto trabalhista "Novo Trabalhismo, Nova Vida para a Grã-Bretanha". A expressão passou a ser usada para se referir à ala modernizadora do partido, em oposição à velha guarda, que era chamada de "Velho Trabalhismo".

O Novo Trabalhismo é um partido de ideias e ideais mas não de ideologia ultrapassada. O que conta é o que funciona. Os objetivos são radicais. Os meios serão modernos.— Tony Blair
O partido ganhou as eleições gerais de 1997 com uma esmagadora maioria de 179 cadeiras; foi a maior maioria trabalhista até então. Na década seguinte, várias reformas sociais foram decretadas, e milhões de pessoas saíram da pobreza devido às reformas tributárias e de benefícios.
Entre os primeiros atos do governo Blair, estiveram: o estabelecimento do salário-mínimo nacional; a devolução do poder à Escócia, País de Gales e Irlanda do Norte; muitas mudanças na regulação do sistema bancário; e a recriação da Autoridade da Grande Londres, com seu próprio Prefeito da Grande Londres eleito.
Combinado com uma oposição conservadora que ainda tinha que se organizar soba a liderança de William Hague, e a contínua popularidade de Blair, os trabalhistas ganharam as eleições gerais no Reino Unido em 2001 com maioria similar, o que foi chamado pela mídia de "quieta avalanche". Em 2003, o governo criou "créditos tributários", complementos salariais a trabalhadores mal-remunerados.
Uma nítida virada ocorreu, no entanto, quando Blair se uniu ao presidente dos Estados Unidos George W. Bush e apoiou a Guerra do Iraque, o que fez com que Blair perdesse muito de seu apoio político. O secretário geral da Organização das Nações Unidas Kofi Annan considerou a guerra ilegal e uma violação da Carta das Nações Unidas. A Guerra do Iraque foi profundamente impopular na maioria dos países ocidentais, e os governantes desses países se dividiram no apoio à guerra, tendo que enfrentar muitos protestos populares contra a mesma. As razões que levaram à guerra e a conduta dos países durante a mesma foram objeto de análise do Inquérito do Iraque, um documento encomendado pelo governo britânico em 2009 e publicado em 2016.
Nas eleições gerais no Reino Unido em 2005, os trabalhistas conseguiram sua terceira vitória consecutiva, mas com uma maioria de apenas 66 cadeiras e uma votação popular de apenas 35,2 por cento, a menor percentagem de um governo de maioria no país até então.
Em setembro de 2006, Blair anunciou que deixaria a liderança no espaço de um ano, embora ele estivesse sendo pressionado a deixar o cargo antes das eleições de maio de 2007, que prometiam ser desastrosas para os trabalhistas. Nas eleições legislativas na Escócia em 2007, o partido perdeu espaço para o minoritário Partido Nacional Escocês. Logo após, Blair renunciou e foi substituído pelo seu ministro das finanças Gordon Brown. Embora o partido tenha tido um ligeiro aumento nas pesquisas, ele logo desceu a níveis de popularidade comparáveis ao período de Michael Foot. Em maio de 2008, o partido sofreu grandes derrotas na eleição para prefeito da Grande Londres, nas eleições locais e na eleição de Crewe e Nantwich, culminando no pior resultado em pesquisas de opinião desde o início delas em 1943: 23 por cento, sendo que muitas citavam a liderança de Gordon Brown como o fator chave para a rejeição. A filiação ao partido também alcançou um nível baixo, caindo a 156 205 em 2009: aproximadamente quarenta por cento do pico de 405 000 que havia atingido em 1997, e o menor total desde a fundação do partido.
As finanças foram um grande problema para o partido durante esse período; o escândalo do "dinheiro por pares vitalícios" durante o governo de Blair resultou numa diminuição das fontes de doação. Entre janeiro e março de 2008, o partido recebeu 3 000 000 de libras esterlinas em doação e tinha uma dívida de 17 000 000; em comparação, os conservadores tinham 6 000 000 de doação e uma dívida de 12 000 000.
Nas eleições gerais no Reino Unido em 2010, em 6 de maio, os trabalhistas conseguiram 29 por cento dos votos e a segunda maior quantidade de cadeiras (258). Os conservadores conseguiram 36,5 por cento dos votos e o maior número de cadeiras (307). Nenhum partido obteve a maioria, o que significava que os trabalhistas poderiam obter o governo por meio de coalizão com pelo menos um partido menor. No entanto, eles teriam que se aliar a mais de um partido se quisessem obter um governo de maioria, e não um governo de minoria. Em 10 de maio de 2010, depois que as negociações com os liberais democratas fracassaram, Brown anunciou, na conferência anual do partido, sua intenção de permanecer como líder, mas, um dia depois, renunciou tanto à liderança do partido quanto ao cargo de primeiro-ministro.

### 2010-2024: oposição

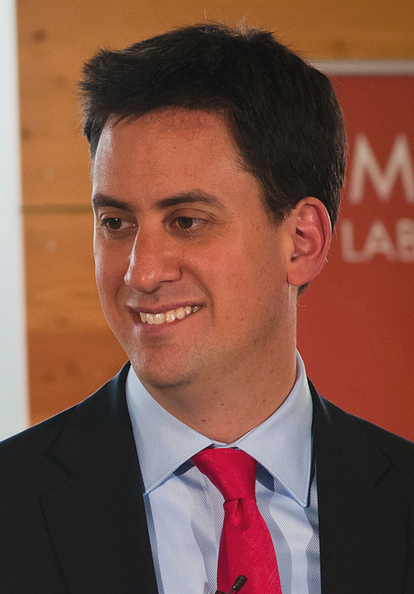
Ed Miliband foi líder da oposição de 2010 a 2015.

Harriet Harman se tornou a líder de oposição e líder interina do partido após a renúncia de Gordon Brown em 11 de maio de 2010. Posteriormente, Ed Miliband foi eleito para a liderança do partido. Miliband pregou um "capitalismo responsável" e maior intervenção estatal para afastar a economia do país dos serviços financeiros. "Lidar com interesses" e "abrir círculos fechados na sociedade britânica" foram temas frequentemente abordados por Miliband. Miliband também sugeriu uma maior regulação estatal de bancos e companhias de energia.
A bancada trabalhista no parlamento votou pelo fim das eleições para o Gabinete Sombra da Oposição Oficial em 2011, o que veio a ser ratificado pelo comitê executivo nacional e pela conferência nacional do partido. A partir de então, o líder do partido passou a escolher os membros do gabinete sombra.
A performance do partido permaneceu estável nas eleições locais de 2012, com os trabalhistas consolidando sua posição no Norte e nas Terras Médias, e reconquistando algum terreno no Sul. No País de Gales, o partido teve um bom desempenho, reconquistando o controle da maior parte dos governos locais que havia perdido em 2008, inclusive o de Cardiff. Na Escócia, manteve o controle de Glasgow apesar de algumas predições em contrário, e conseguiu uma melhoria de 3,26 pontos percentuais na soma geral de votos. Os resultados em Londres foram contraditórios: Ken Livingstone perdeu a eleição para prefeito de Londres, mas o partido conseguiu sua maior representação até então na assembleia da Autoridade da Grande Londres.
Em 1 de março de 2014, numa conferência interna, o partido modificou seus procedimentos eleitorais internos, trocando seu sistema de colégio eleitoral interno pelo sistema "um membro, um voto", seguindo a recomendação de um estudo do ex-secretário geral Ray Collins. A filiação foi encorajada através da permissão do ingresso a baixo custo de "apoiadores registrados", ao lado dos membros plenos. Membros de sindicatos passaram a ter de contribuir financeiramente.
Nas eleições parlamentares europeias de 2014, o partido ultrapassou os conservadores por uma estreita margem: vinte cadeiras contra dezenove. No entanto, o Partido de Independência do Reino Unido ficou em primeiro lugar, com 24 cadeiras. Os trabalhistas também aumentaram em 324 cadeiras sua presença nas assembleias locais.
Em setembro de 2014, o ministro paralelo das finanças Ed Balls apresentou seus planos para diminuir o défice da balança corrente. O partido apresentou esses planos nas eleições gerais no Reino Unido em 2015. Enquanto os conservadores pregaram um aumento nos gastos governamentais, incluindo investimentos, em 2018-2019, os trabalhistas disseram que iriam equilibrar o orçamento, excluindo investimento, por volta de 2020.
As eleições de 2015 resultaram em uma inesperada perda líquida de cadeiras, com a representação trabalhista caindo para 232 cadeiras na Câmara dos Comuns. O partido perdeu quarenta de suas 41 cadeiras na Escócia em razão de um número recorde de transferências para o Partido Nacional Escocês. Embora os trabalhistas tenham ganho mais de vinte cadeiras na Inglaterra e no País de Gales, a maior parte dos liberais democratas mas também dos conservadores, ele perdeu mais cadeiras para os conservadores, incluindo Ed Balls em Morley e Outwood, na soma total.

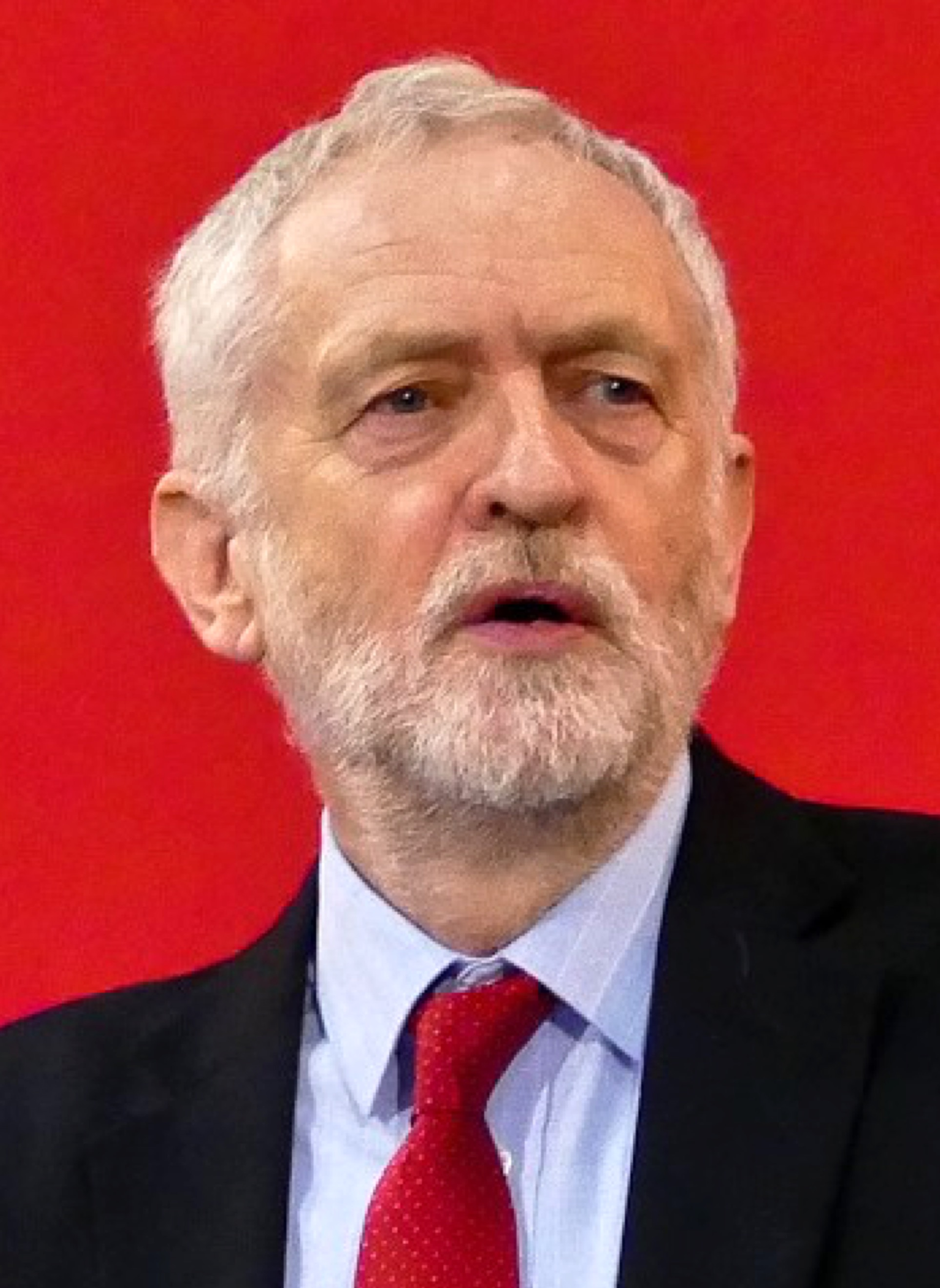
Jeremy Corbyn foi líder do Partido Trabalhista de 2015 a 2020. Sob sua liderança, o partido voltou a ter uma plataforma mais voltada a esquerda política.

No dia seguinte às eleições de 7 de maio de 2015, Ed Milliband renunciou ao posto de líder do partido. Harriet Harman tornou-se novamente líder interina. Após uma eleição de liderança, Jeremy Corbyn foi proclamado o novo líder do partido em 12 de setembro de 2015. Corbyn, então membro da tendência interna Grupo da Campanha Socialista, não era apontado como favorito antes da eleição, mas beneficiou-se da grande entrada de novos membros, afiliados e apoiadores registrados durante a liderança de Milliband. Corbyn recebeu o apoio de apenas dezesseis parlamentares do partido. O número de afiliados do partido continuou a subir após a eleição de Corbyn.
Logo surgiram tensões na bancada parlamentar do partido. Após o Referendo sobre a permanência do Reino Unido na União Europeia em 2016, mais de duas dúzias de membros do gabinete sombra renunciaram no final de junho de 2016, e uma moção de censura foi apoiada por 172 parlamentares contra quarenta que apoiaram Corbyn. Em 11 de julho de 2016, foi convocada uma eleição de liderança devido ao desafio de Angela Eagle. Como Owen Smith também desafiou a liderança de Corbyn em seguida, Angela retirou seu desafio em 19 de julho, de modo a haver apenas um desafio contra Corbyn. Em 24 de setembro de 2016, Corbyn manteve a liderança com um aumento na sua votação. No final da disputa, o número de filiados ao partido tinha chegado a 500 000, tornando-o o partido com maior número de filiados na Europa Ocidental.
Após a decisão do partido de apoiar o ato 2017 de notificação da retirada do país da União Europeia, pelo menos três ministros do gabinete sombra, todos representando jurisdições que tinham votado pela permanência na União Europeia, renunciaram devido ao fato de o partido ter invocado o artigo cinquenta do Tratado da União Europeia, que regula a saída dos membros da União Europeia. 47 dos 229 parlamentares trabalhistas votaram contra o ato 2017, desafiando a orientação do partido. De forma pouco comum, no entanto, os rebeldes não foram imediatamente afastados do partido. De acordo com a revista New Statesman, aproximadamente 7 000 membros do partido se desligaram do mesmo em protesto contra a postura do partido. Tal número foi confirmado por fontes trabalhistas.
Em 18 de abril de 2017, a primeira-ministra Theresa May anunciou que iria convocar uma eleição antecipada em 8 de junho. Corbyn disse que o partido iria votar a favor da iniciativa na consulta ao parlamento em 19 de abril. A maioria qualificada de 2/3 foi atingida, com 522 dos 650 parlamentares votando a favor. Algumas pesquisas de opinião antes da eleição indicavam uma vantagem de vinte pontos percentuais dos conservadores em relação aos trabalhistas, mas essa vantagem diminuiu no dia da eleição, o que resultou num parlamento dividido. Apesar de permanecer na oposição pela terceira eleição consecutiva, os trabalhistas, com uma votação de quarenta por cento dos votos populares, conseguiram sua maior votação desde 2001, tiveram um ganho líquido de trinta cadeiras, chegando a 262 cadeiras e, com um crescimento de 9,6 por cento, atingiram o maior crescimento percentual de votos populares em uma única eleição desde 1945. Imediatamente após a eleição, o número de membros do partido aumentou em 35 000. Em julho de 2017, pesquisas de opinião indicavam que os trabalhistas tinham a preferência de 45 por cento dos eleitores contra 39 por cento dos conservadores, enquanto a empresa YouGov indicava uma vantagem de oito pontos percentuais dos trabalhistas sobre os conservadores.
Em maio de 2017, o Centro de Pesquisa em Comunicação e Cultura da Universidade de Loughborough chegou à conclusão de que a maior parte dos meios de comunicação tem uma postura mais crítica em relação ao Partido Trabalhista do que ao Partido Conservador. Os jornais Daily Mail e Daily Express louvaram Theresa May por promessas eleitorais que haviam sido condenadas anteriormente quando proferidas pelos trabalhistas.
Nas eleições gerais no Reino Unido em 2019‎, o Partido Trabalhista acabou perdendo quase sessenta assentos no Parlamento, numa das suas piores performances eleitorais desde 1935. Analistas creditam este fracasso ao desempenho fraco do líder da legende, Jeremy Corbyn, a divisão interna com relação ao Brexit e uma campanha desfocada.

## Ideologia
O Partido Trabalhista é considerado um partido de esquerda. Foi formado inicialmente como um meio de o movimento sindical ter representação no parlamento britânico. Só se tornou comprometido com o socialismo a partir da promulgação da constituição do partido em 1918, especialmente quanto à cláusula quatro da constituição, que pregava a nacionalização dos meios de produção, distribuição e troca. Embora aproximadamente 1/3 da indústria britânica tenha passado para as mãos do estado após a Segunda Guerra Mundial, e tenha assim continuado até a década de 1980, a direita do partido já questionava a manutenção dessa política no final da década de 1950. Influenciado pelo livro "O futuro do socialismo" (1956), de Anthony Crosland, o círculo ao redor do líder do partido Hugh Gaitskell achava que essa política devia ser abandonada. Em 1959, uma tentativa de remover a cláusula quatro da constituição foi mal-sucedida. Tony Blair e seus "modernizadores" achavam que a cláusula tirava votos do partido nas eleições, e acabaram conseguindo removê-la da constituição em 1995 com pouca oposição interna.
Os manifestos eleitorais do partido não têm mencionado a palavra "socialismo" desde 1992. A nova versão da cláusula quatro, embora afirme um comprometimento do partido com o socialismo democrático, não mais compromete o partido com a posse pública da indústria: em vez disso, advoga "o empreendedorismo do mercado e o rigor da competição" bem como "serviços públicos de alta qualidade... de posse pública ou sob responsabilidade pública".
Historicamente, influenciado pela escola keynesiana, o partido defendeu o intervencionismo do governo na economia e a redistribuição da riqueza. A tributação era considerada um meio de se conseguir uma "maior redistribuição de riqueza e renda" no manifesto eleitoral do partido de outubro de 1974. O partido também defendia mais direitos para os trabalhadores e um estado de bem-estar social que incluísse um serviço público de saúde.
Do final da década de 1980 em diante, o partido adotou políticas de mercado livre, levando muitos observadores a descrever o partido como sendo mais social-democrata ou da terceira via do que socialista democrático. Outros comentaristas vão além e argumentam que os tradicionais partidos sociais-democratas da Europa, incluindo o Partido Trabalhista, transformaram-se tão profundamente recentemente que não é mais possível descrevê-los ideologicamente como "sociais-democratas", e defendem que essa mudança ideológica criou novas fontes de tensão nas suas tradicionais relações com os sindicatos. Historicamente, dentro do partido, existiam o grupo social-democrata e o grupo socialista, sendo que este último professava uma ideologia socialista mais radical, se aproximando do marxismo.
Mais recentemente, alguns parlamentares das tendências internas "Campanha do Grupo Socialista" e "Comitê de Representação Trabalhista" têm se considerado representantes da tradição socialista radical, em contraposição à tradição socialista democrática representada pelo grupo Compass e pela revista Tribune. A tradição social-democrata tem sido, mais recentemente, representada pela tendência interna Progresso, fundada em 1996. Este grupo representa a posição centrista/blairita no partido e se opõe à liderança de Corbyn.
Em 2015, Jon Lansman criou o Momentum, um grupo comunocêntrico de apoio a Corbyn e ao Partido Trabalhista. O grupo possui aproximadamente 24 000 membros.

## Símbolos
O partido sempre foi tradicionalmente associado à cor vermelha, cor do socialismo e do trabalhismo. Antes do logotipo da bandeira vermelha, no entanto, o partido usou uma versão modificada do clássico símbolo de 1924 com a pá, tocha e pena. No ano de 1924, em uma competição destinada a escolher o símbolo do partido, foi vitorioso o símbolo que acrescentou, à pá, tocha e pena, a palavra "liberdade". A conferência do partido em 1931 aprovou as cores vermelha e dourada como as cores oficiais do partido. Em 1986, o partido adotou a rosa vermelha, o símbolo da social-democracia, no seu esforço de rebranding.
O hino oficial do partido desde seu início é "A bandeira vermelha", que é cantado no final de cada conferência e em ocasiões especiais, como em fevereiro de 2006 no parlamento para comemorar os cem anos de fundação do partido. Durante o Novo Trabalhismo, foi tentado diminuir a importância do hino, porém ele ainda continua sendo usado. A conhecida canção "Jerusalém", baseada em um poema de William Blake, também é frequentemente cantada.

## Resultados Eleitorais

### Eleições legislativas
| Data    | Líder(es)            | Cl. | Votos      | %            | +/-  | Deputados | +/- | Status   |
| ------- | -------------------- | --- | ---------- | ------------ | ---- | --------- | --- | -------- |
| 1900    | Keir Hardie          | 3.º | 62 698     | 1,8 / 100,0  |      | 2 / 670   |     | Oposição |
| 1906    | Keir Hardie          | 3.º | 321 663    | 4,8 / 100,0  | 3,0  | 29 / 670  | 27  | Oposição |
| 01/1910 | Arthur Henderson     | 3.º | 505 657    | 7,6 / 100,0  | 2,8  | 40 / 670  | 11  | Oposição |
| 12/1910 | George Nicoll Barnes | 3.º | 371 802    | 7,1 / 100,0  | 0,5  | 42 / 670  | 2   | Oposição |
| 1918    | William Adamson      | 2.º | 2 245 777  | 21,5 / 100,0 | 14,4 | 57 / 707  | 15  | Oposição |
| 1922    | J.R. Clynes          | 2.º | 4 076 665  | 29,7 / 100,0 | 8,2  | 142 / 615 | 85  | Oposição |
| 1923    | Ramsay MacDonald     | 2.º | 4 267 831  | 30,7 / 100,0 | 1,0  | 191 / 615 | 49  | Governo  |
| 1924    | Ramsay MacDonald     | 2.º | 5 281 626  | 33,3 / 100,0 | 2,6  | 151 / 615 | 40  | Oposição |
| 1929    | Ramsay MacDonald     | 2.º | 8 048 968  | 37,1 / 100,0 | 3,8  | 287 / 615 | 136 | Governo  |
| 1931    | Arthur Henderson     | 2.º | 6 339 306  | 30,8 / 100,0 | 7,3  | 52 / 615  | 235 | Oposição |
| 1935    | Clement Attlee       | 2.º | 7 984 988  | 38,0 / 100,0 | 7,2  | 154 / 615 | 102 | Oposição |
| 1945    | Clement Attlee       | 1.º | 11 967 746 | 49,7 / 100,0 | 11,7 | 393 / 615 | 239 | Governo  |
| 1950    | Clement Attlee       | 1.º | 13 226 176 | 46,1 / 100,0 | 3,6  | 315 / 625 | 78  | Governo  |
| 1951    | Clement Attlee       | 1.º | 13 948 385 | 48,8 / 100,0 | 2,7  | 295 / 625 | 20  | Oposição |
| 1955    | Clement Attlee       | 2.º | 12 405 254 | 46,4 / 100,0 | 2,4  | 277 / 630 | 18  | Oposição |
| 1959    | Hugh Gaitskell       | 2.º | 12 216 172 | 43,8 / 100,0 | 2,6  | 258 / 630 | 19  | Oposição |
| 1964    | Harold Wilson        | 1.º | 12 205 808 | 44,1 / 100,0 | 0,3  | 317 / 630 | 59  | Governo  |
| 1966    | Harold Wilson        | 1.º | 13 096 951 | 48,0 / 100,0 | 3,9  | 364 / 630 | 48  | Governo  |
| 1970    | Harold Wilson        | 2.º | 12 208 758 | 43,1 / 100,0 | 4,9  | 288 / 630 | 76  | Oposição |
| 02/1974 | Harold Wilson        | 2.º | 11 645 616 | 37,2 / 100,0 | 5,9  | 301 / 635 | 13  | Governo  |
| 10/1974 | Harold Wilson        | 1.º | 11 457 079 | 39,2 / 100,0 | 2,0  | 319 / 635 | 18  | Governo  |
| 1979    | James Callaghan      | 2.º | 11 532 218 | 36,9 / 100,0 | 2,3  | 269 / 635 | 50  | Oposição |
| 1983    | Michael Foot         | 2.º | 8 456 934  | 27,6 / 100,0 | 9,3  | 209 / 650 | 60  | Oposição |
| 1987    | Neil Kinnock         | 2.º | 10 029 270 | 30,8 / 100,0 | 3,2  | 229 / 650 | 20  | Oposição |
| 1992    | Neil Kinnock         | 2.º | 11 560 484 | 34,4 / 100,0 | 3,6  | 271 / 651 | 42  | Oposição |
| 1997    | Tony Blair           | 1.º | 13 518 167 | 43,2 / 100,0 | 8,8  | 418 / 659 | 145 | Governo  |
| 2001    | Tony Blair           | 1.º | 10 724 953 | 40,7 / 100,0 | 2,5  | 413 / 659 | 5   | Governo  |
| 2005    | Tony Blair           | 1.º | 9 552 436  | 35,2 / 100,0 | 5,5  | 355 / 646 | 58  | Governo  |
| 2010    | Gordon Brown         | 2.º | 8 606 517  | 29,0 / 100,0 | 6,2  | 258 / 650 | 97  | Oposição |
| 2015    | Ed Miliband          | 2.º | 9 344 328  | 30,5 / 100,0 | 1,5  | 232 / 650 | 26  | Oposição |
| 2017    | Jeremy Corbyn        | 2.º | 12 874 985 | 40,0 / 100,0 | 9,6  | 262 / 650 | 30  | Oposição |
| 2019    | Jeremy Corbyn        | 2.º | 10 295 607 | 32,2 / 100,0 | 7,9  | 202 / 650 | 59  | Oposição |
| 2024    | Keir Starmer         | 1.º | 9 704 655  | 33,7 / 100,0 | 1,5  | 411 / 650 | 209 | Governo  |

### Eleições europeias
| Data | Cl. | Votos     | %            | +/-  | Deputados | +/- |
| ---- | --- | --------- | ------------ | ---- | --------- | --- |
| 1979 | 2.º | 4 253 247 | 31,6 / 100,0 |      | 17 / 81   |     |
| 1984 | 2.º | 4 865 224 | 34,7 / 100,0 | 3,1  | 32 / 81   | 15  |
| 1989 | 1.º | 6 153 640 | 40,1 / 100,0 | 5,4  | 45 / 81   | 13  |
| 1994 | 1.º | 6 753 863 | 44,0 / 100,0 | 3,9  | 62 / 87   | 17  |
| 1999 | 2.º | 2 803 821 | 28,0 / 100,0 | 16,0 | 29 / 87   | 33  |
| 2004 | 2.º | 3 718 683 | 22,6 / 100,0 | 5,4  | 19 / 78   | 10  |
| 2009 | 3.º | 2 381 760 | 15,7 / 100,0 | 6,9  | 13 / 72   | 6   |
| 2014 | 2.º | 4 020 646 | 24,4 / 100,0 | 8,7  | 20 / 73   | 7   |
| 2019 | 3.º | 2 347 255 | 13,6 / 100,0 | 10,8 | 10 / 73   | 10  |